# Peste (condado)
Peste é um condado (megye em húngaro) da Hungria. Sua capital é a cidade de Budapeste.